# Мосіни (Росія)
Мо́сіни (рос. Мосины) — присілок у складі Котельницького району Кіровської області, Росія. Входить до складу Юр'євського сільського поселення.
Населення становить 3 особи (2010, 2 у 2002).
Національний склад станом на 2002 рік — росіяни 100 %.